# Landgoed Hoevelaken
Landgoed Hoevelaken is een lang, smal stuk veenland dat rond het jaar 1000 werd ontgonnen. Er werden toen lange sloten gegraven van de Hoevelakense Beek in noordelijke richting tot aan de Laak bij Nijkerkerveen. Door enkele percelen samen te voegen, ontstond het landgoed in zijn huidige vorm, ongeveer drie kilometer lang en niet meer dan 375 meter breed. Het landgoed is sinds de jaren 1960 eigendom van Geldersch Landschap, maar het landhuis met omliggend park behoren daar niet toe.
Het landgoed bestaat uit weilanden, loofbos, waterpartijen en lanen. Dwars door het landgoed loopt een zandrug, door inklinking is het veen in de loop der jaren gezakt zodat de zandrug daar nu bovenuit steekt. De weg Hoevelaken-Nijkerk loopt dwars door het noordelijk deel van het landgoed.

## Geschiedenis
Al in 1132 werd de naam Hoevelaken vermeld en in 1402 werd de heerlijkheid Hoevelaken beschreven als bezit van de familie Van Zuylen, die het in leen had van de Gelderse hertogen. Een paar jaar later werd er geschreven over kasteel Hoevelaken. In de 17de eeuw ging het landgoed door vererving over naar de familie Van Lynden. Nadat het kasteel in het Rampjaar door Franse invallende militairen verwoest was, werd er in 1679 een nieuw huis gebouwd, iets noordelijker. Een latere generatie liet een centraal gelegen laan aanplanten en maakte daar een park omheen.
In 1834 werd de familie Schimmelpenninck van der Oye eigenaar. In 1926 werd het landgoed verkocht aan dr. C.J.K. van Aalst, president van de Nederlandsche Handel-Maatschappij. Hij liet een nieuw huis bouwen door de architecten Johannes en Marie Adrianus van Nieukerken, die ook het NHM-kantoor aan de Kneuterdijk in Den Haag hadden ontworpen.
Het park werd in 1927 in landschapstijl ingericht door Pieter Wattez. Er kwam een grote waterpartij en een klein sterrenbos, zoals toen in de mode was. De kleinkinderen van Van Aalst verkochten het landhuis in de jaren zestig van de twintigste eeuw aan het Bouwfonds en het landgoed aan Geldersch Landschap. 
In 2016 werd de door Wattez ontworpen vijver en omgeving gerenoveerd en kwamen er zitbanken. Bij zijn afscheid als voorzitter van het 'Nationaal Groenfonds' dat gevestigd is in Hoevelaken kreeg Pieter van Vollenhoven deze renovatie aangeboden als afscheidscadeau. Ook andere fondsen leverden een bijdrage. 

## Flora en fauna
Doordat het landgoed een hoog- en een laaggelegen deel heeft, zijn er veel verschillende planten en bomen. In het drogere bos bloeit in het voorjaar dalkruid, bosanemoon en gewone salomonszegel. In de natte gedeelten komen dubbelloof, breedbladige wespenorchis en bosandoorn voor. De beschermde koningsvaren. Groeit in elzenbosjes op vochtige halfbeschaduwde plekken. Hij kan manshoog worden en onder optimale omstandigheden kan meer dan een eeuw oud worden. Op het landgoed zijn ca. honderdvijftig soorten paddenstoelen aangetroffen. Naast meer algemene diersoorten komen er ringslangen en allerlei soorten vleermuizen voor.